# Xerophyta velutina
Xerophyta velutina är en enhjärtbladig växtart som beskrevs av John Gilbert Baker. Xerophyta velutina ingår i släktet Xerophyta och familjen Velloziaceae.
Artens utbredningsområde är Angola. Inga underarter finns listade.